# Гелейн, Игорь Владимирович

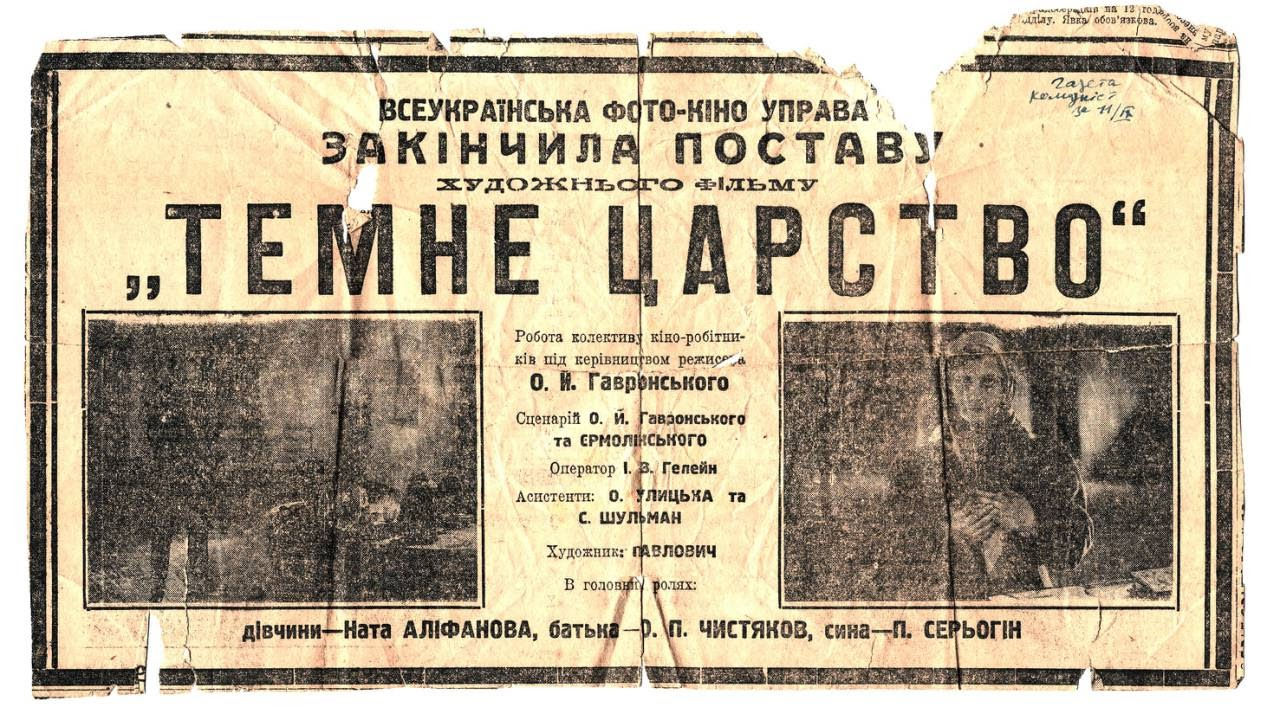
Реклама фильма «Темное царство» в периодической печати. Оператор И. В. Гелейн

И́горь Влади́мирович Геле́йн (3 апреля 1905, Армавир — 7 июля 1985, Москва) — советский оператор игрового и документального кино, фронтовой кинооператор в годы Великой Отечественной войны. Заслуженный деятель искусств РСФСР (1965). Лауреат Сталинской премии второй степени в области литературы и искусства (1951).

## Биография
Родился в Армавире (ныне Краснодарский край). Семья была из мещан города Туккума Курляндской губернии (ныне город Тукумс). В 1920 году окончил 61-ю Советскую трудовую школу 2-й ступени Городского района Москвы (Реальное училище Воскресенского).
В 1921—1925 годах обучался на геодезическом факультете Московского межевого института (ныне — Государственный университет по землеустройству). Сразу по окончании института работал по специальности в Новочеркасске.
В 1925—1926 годах — лаборант на кинофабрике «Культкино», затем ассистент оператора и оператор на кинофабрике «Чувашкино». В 1928 году работал на кинофабрике «Госвоенкино», в 1929-м — на Одесской кинофабрике ВУФКУ.
В январе 1930 года был приглашён на Московскую кинофабрику «Союзкино». Начинал в сотрудничестве с режиссёрами Александром Гавронским и Александром Медведкиным.
В 1934—1935 годах работал на кинопоезде «Союзкинохроники».
С 1935 года на Московской кинофабрике.
В годы Великой Отечественной войны добровольно записался в ополчение в Фрунзенском райовоенкомате города Москвы. Год воевал во фронтовых частях, с 1942 года в звании инженер-капитана работал фронтовым кинооператором на Юго-Западном, Калининском, 1-м Прибалтийском и 2-м Белорусском фронтах. В середине 1942 года снял на цветную плёнку ряд кадров в боях за Витебск: подготовка к штурму города, атака, залп «катюш», действия авиации, бойцы ночью у костра, операция в медсанбате. Это были единственные цветные кадры войны, снятые советскими кинооператорами (не сохранились). Участвовал в штурме Кёнигсберга; весь отснятый материал вошёл в одноимённый хроникальный фильм 1945 года.
В качестве оператора киногруппы 1-го Прибалтийского фронта зафиксировал следующие боевые операции:
- Полоцко-Витебская наступательная операция. 1—21 ноября 1943 года;
- Городокская наступательная операция. 13—31 декабря 1943 года;
- Витебская наступательная операция. 3 февраля — 13 марта 1944 года;
- 5-й удар. Разгром немцев в Белоруссии. Июнь — июль 1944 года: Витебская, Витебско-Оршанская, Минская, Полоцкая, Шауляйская наступательные операции;
- 8-й удар. Разгром немцев в Прибалтике. Сентябрь — октябрь 1944 г.: Рижская наступательная операция (1-й этап: 14—28 сентября 1944 года, 2-й этап: 6—21 октября 1944 года), Мемельская наступательная операция (5—12 октября 1944 года).

С 1945 года — оператор на киностудии «Мосфильм».
Его операторская работа способствовала освоению цветного кино в советском искусстве, развитию и усовершенствованию операторской техники. Мастер впервые осуществил съёмку двухцветным методом и применил в своих съёмках сверхчувствительную плёнку (пользуясь т. н. методом гиперсенсибилизации).
Член Союза кинематографистов СССР (Москва) с 1961 года.
Скончался 7 июля 1985 года в Москве. Похоронен на Преображенском кладбище.

## Семья
Жена — Наталья Алифанова (17.05.1907 — 24.07.1991), актриса немого кино, знакомство произошло в студии А. Гавронского.
- Сын — Игорь Игоревич Гелейн (08.11.1934—04.08.2013), режиссёр-документалист
  - Внук — Алексей Игоревич Гелейн (род. 28.09.1964), кинорежиссёр, писатель, поэт, педагог ВГИКа[9]
- Сын — Владимир Игоревич Гелейн (20.04.1946—15.09.2021), актёр

## Фильмография
- 1927 — Страна Чувашская (совместно с Д. Ильиным)
- 1928 — Волки (в соавторстве)
- 1928 — Кривой рог
- 1929 — Тёмное царство / Перезвон
- 1930 — Битвы жизни
- 1932 — Моряки защищают Родину
- 1934 — Марусина бригада
- 1934 — Мечтатели (совместно с Н. Юдиным)
- 1934 — СУ-1 / Паровоз СУ-1 / СУ-001
- 1934 — Шура Полосков и Ашур Марданов / Ашур Марданов
- 1935 — Окаянная сила
- 1935 — Чай Али Чахвадзе
- 1936 — Чудесница
- 1938 — Новая Москва
- 1939 — Ошибка инженера Кочина
- 1941 — Цветные киноновеллы
- 1944 — Битва за Прибалтику (в соавторстве)
- 1944 — Восьмой удар (в соавторстве)
- 1944 — Освобождение Советской Белоруссии (в соавторстве)
- 1944 — Сражение за Витебск (фронтовой спецвыпуск № 1; в соавторстве)
- 1945 — Кёнигсберг (фронтовой спецвыпуск № 6; в соавторстве)
- 1947 — Поезд идёт на восток (совместно с А. Кольцатым)
- 1948 — Три встречи (совместно с Е. Андриканисом, Ф. Проворовым и А. Кольцатым)
- 1950 — Смелые люди
- 1952 — Джамбул (совместно с Н. Большаковым)
- 1953 — Беззаконие
- 1954 — Шведская спичка (совместно с В. Захаровым)
- 1955 — Как Джанни попал в ад (совместно с В. Захаровым)
- 1956 — На подмостках сцены (совместно с В. Захаровым)
- 1958 — На дорогах войны (совместно с В. Захаровым)
- 1961 — Казаки (совместно с В. Захаровым)
- 1963 — Русский лес (совместно с В. Захаровым)
- 1966 — Сказка о царе Салтане (совместно с В. Захаровым; также автор сценария совместно с А. Птушко)
- 1967 — Возвращение (совместно с Р. Рувиновым)
- 1968 — Солдат и царица (совместно с Р. Рувиновым)
- 1969 — Вальс
- 1972 — Руслан и Людмила (совместно с В. Захаровым)
- 1973 — Каждый день доктора Калинниковой (совместно с Р. Рувиновым)
- 1974 — Если это не любовь, то что же?
- 1975 — Страх высоты (совместно с Ю. Невским)
- 1978 — Женщина, которая поёт (совместно с В. Степановым)
- 1980 — Ларец Марии Медичи (совместно с В. Степановым и В. Кромасом)
- 1981 — Дорогие мои москвичи (совместно с Н. Хмарой)
- 1983 — Любовью за любовь (совместно с В. Степановым)

## Награды и премии
- 2 ордена Отечественной войны II степени (16 мая 1945; 6 апреля 1985)[13][14];
- 2 ордена Красной Звезды (02.12.1944; 29.05.1945)[15][16];
- медаль «За победу над Германией в Великой Отечественной войне 1941—1945 гг.»[17];
- 2 ордена Трудового Красного Знамени (15.09.1948; 12.04.1974)[4];
- Сталинская премия второй степени (1951) — за фильм «Смелые люди» (14 марта 1950)[4];
- заслуженный деятель искусств РСФСР (26 ноября 1965)[4];
- медали СССР[4].

## Литература

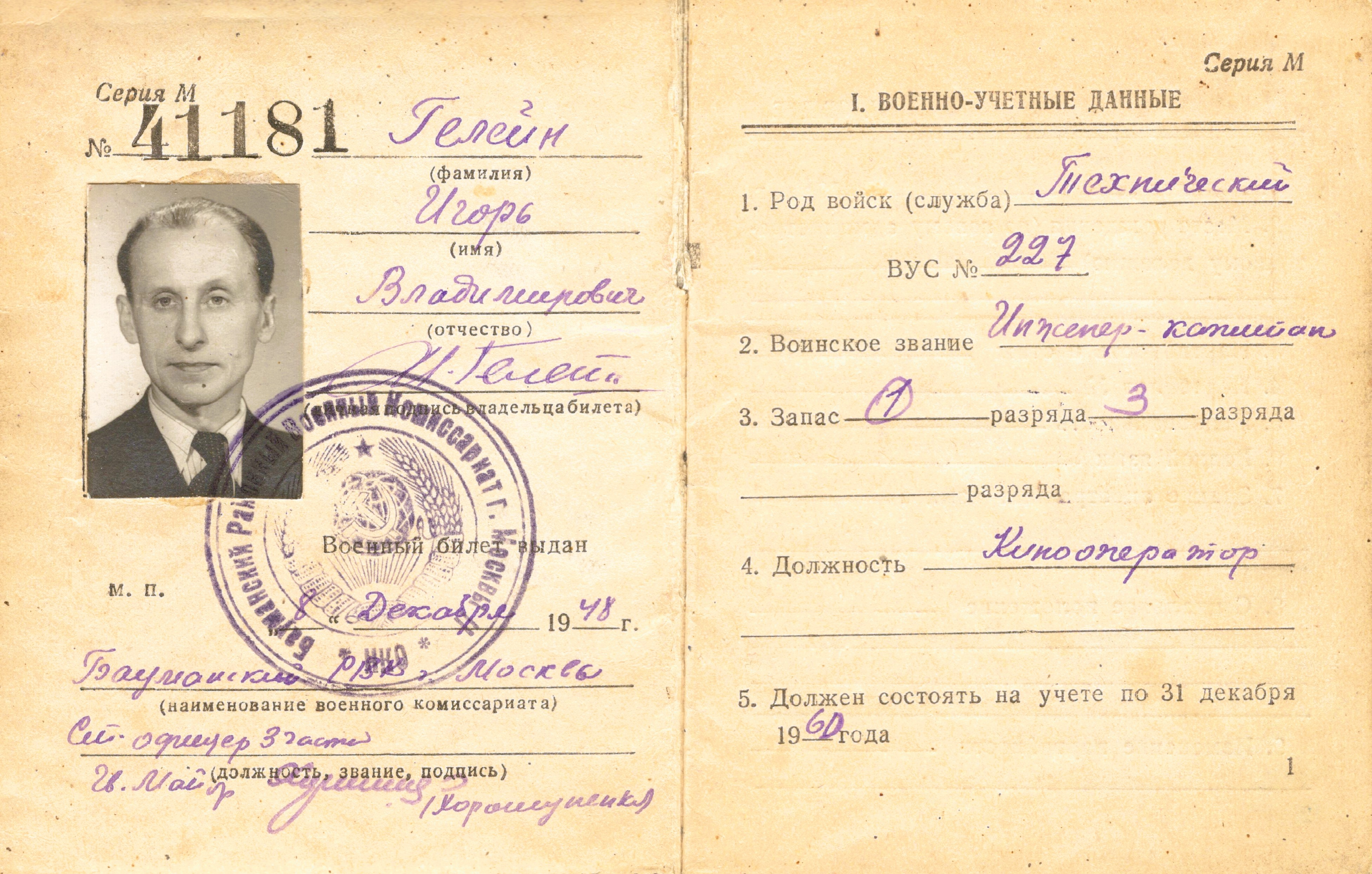
Военный билет Гелейна И. В.